# Święty Franciszek medytujący
Święty Franciszek medytujący – obraz autorstwa hiszpańskiego malarza pochodzenia greckiego Dominikosa Theotokopulosa, znanego jako El Greco.

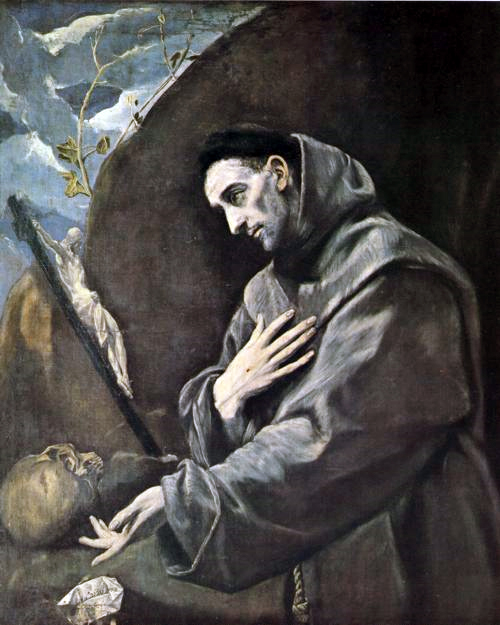
Święty Franciszek medytujący
(1587-1587)
103 × 87 cm
kol. prywatna Federico Torello w Barcelonie

El Greco wielokrotnie malował portret św. Franciszka. Przedstawiał go w różnych pozach ekstazy, niemal zawsze z nieodłącznym artefaktem: trupią czaszką lub krucyfiksem. Po raz pierwszy po temat sięgnął jeszcze podczas swojego pobytu w Rzymie, tuż przed wyjazdem do Hiszpanii; przez całe życie z jego warsztatów wyszło ponad sto różnych wersji przedstawiających Franciszka z czego dwadzieścia pięć zostały wykonane ręką mistrza. Ze wszystkich wizerunków Franciszka emanuje duchowość i ascetyzm świętego. Wizerunek świętego Franciszka ujętego z profilu na ciemnym tle i z martwą naturą na którą składa się krucyfiks i czaszka, jest nową propozycją El Greca w ukazaniu franciszkańskiego mistycyzmu. Z warsztatu El Greca wyszło przynajmniej pięć wersji takiego ujęcia Franciszka medytującego.

## Opis obrazu
Święty Franciszek medytujący to trzeci obok Świętego Franciszka pogrążonego w modlitwie i Portretu świętego Franciszka wariant Franciszka i jego przepełniającej go wiary w Chrystusa. Główny nacisk artysta stawia na światło z którym eksperymentuje i na sposób wyrażenia uczuć świętego. Franciszek przedstawiony jest w pozycji stojącej, lekko pochylonej. Ma wychudzoną twarz o mocnych zarysowanych policzkach i nosie. Wzrok ma szklisty skierowany na krucyfiks. Tradycyjnie jego postać jest nieproporcjonalnie wielka w stosunku do jego głowy. Habit dodatkowo powiększa ją. Również dłonie, a zwłaszcza palce, są wyjątkowo wydłużone. Prawą dłoń Franciszek przyciska na piersi niejako wskazując na swoją skromną osobę; lewa dłoń wskazuje na czaszkę, symbol ludzkiej śmiertelności. Tak jak w innych wersjach Franciszek ukazany został na skraju jaskini; kawałek zachmurzonego nieba widoczne jest w lewym górnym rogu.

## Inne wersji i różnice
Obecnie znanych jest przynajmniej pięć wersji Świętego Franciszka medytującego. Najwcześniejsza pochodzi prawdopodobnie z Joselyn Ar Museum, Omaha, kolejne znajdują się lub pochodzą z prywatnej kolekcji Frederico Torello, z Montensinos Collection, w Walencji, z prywatnej kolekcji Marques de Santa Maria Collection w Madrycie oraz z prywatnej kolekcji V. Aker z Oslo. El Greco tworząc kilka wersji w tym samym czasie eksperymentował głównie ze źródłem światła. Wersja pochodząca z Joselyn Museum w Nebrasce ukazuje świętego niemal w blasku dnia, w wersji z Torello Collection w Barcelonie ukazuje go o zmierzchu, a wersja z Montesinos Collection z Walencji w świetle księżyca. W czterech wymienionych wersjach Franciszek ma skierowany wzrok w stronę krucyfiksu, jego oczy są załzawione, ale przyjmujące z pokorą los jaki go czeka. W wersji z Walencji Franciszek spuszcza wzrok na czaszkę. Również i ten artefakt ukazywany jest w różnym skrócie perspektywicznym; największy można zauważyć w wersji z Barcelony. Tylko dwie wersje, z Omaha i Barcelony, są sygnowane przez artystę. Podpisy znajdują się na białej kartce leżącej w dolnym lewym rogu; odpowiednio doménikos theotokópoulos i doménikos theotokópoulos epoíei. W wersjach z Walencji i Oslo nie ma białych kartek ani sygnatury artysty. W 2010 roku Franciszek z Oslo, na aukcji w domu handlowym Christie’s został sprzedany za kwotę 1,829,201 USD